# Evgeny Paton
El profesor Evguén Óscarovich Patón  (ucraniano: Євге́н О́скарович Пато́н, ruso: Евгений Оскарович Патон, Yevgueni Óskarovich Patón; 1870, Niza – 1953, Kiev) fue un ingeniero ucraniano y soviético que estableció el Instituto de Soldadura Eléctrica E. O. Patón en Kiev. Académico de la Academia de Ciencias de la RSS de Ucrania desde 1929. Patón fue diputado del Sóviet Supremo de la Unión Soviética (1946–1953). Era el padre del académico Borýs Patón.

## Carrera temprana
Nacido en 1870 en Niza, Francia, estudió en la Universidad Técnica de Dresde (graduado en 1894) y en el Instituto de Ingenieros de Caminos de San Petersburgo (graduado en 1896). Diseñó la estructura de la estación de tren en Dresde, y fue profesor en el Instituto de Ingeniería Ferroviaria de Moscú (1889-1904). Patón fue profesor en el Instituto Politécnico de Kiev y presidente del Departamento de puentes de 1904 a 1938. En 1929, organizó un laboratorio de soldadura y el Comité de soldadura eléctrica. En 1934, Patón fundó el Instituto de Soldadura Eléctrica de la Academia de Ciencias de la RSS de Ucrania en Kiev. De 1945 a 1952, fue vicepresidente de la Academia de Ciencias de la RSS de Ucrania.